# Balta pulchella
Balta pulchella är en kackerlacksart som beskrevs av Morgan Hebard 1943. Balta pulchella ingår i släktet Balta och familjen småkackerlackor. Inga underarter finns listade.